# 나의 문화유산답사기
나의 문화유산답사기는 대한민국의 미술평론가이자 미술사학자 유홍준이 대한민국, 조선민주주의인민공화국, 일본, 중국 등지의 문화유산을 답사하며 관련된 다양한 인문학적 지식을 소개하고 현대적인 의의를 설명한 기행문이다. 1993년에 출판된 1권 ‘남도답사 일번지’는 대한민국의 인문 도서 최초로 판매부수 백만 부를 돌파하며 전국적인 답사 열풍을 몰고 왔으며 주요 대형서점의 베스트셀러에 60주 연속 오르며 독서계의 수준을 한 차원 높인 것으로 평가되고 있다. 1994년에 2권 ‘산은 강을 넘지 못하고’, 1997년에 3권 ‘말하지 않는 것과의 대화’가 출판되었고 1998년에 북한 답사를 끝내고 중앙일보에 연재하였던 글을 묶어 《나의 북한 문화유산답사기》 상권 ‘평양의 날은 개었습니다’와 2001년에 하권 ‘금강예찬’이 각각 출판되었으며 국내편 세권과 북한편 두권까지 모두 260만 부 가량이 판매되었다. 2011년에 6권 ‘인생도처유상수’(人生到處有上手)와 함께 이전에 출간된 5권이 전면적인 개정 작업을 거쳐 재출판되었다. 2012년에 7권 ‘돌하르방 어디 감수광’이 출판되었다. 2013년과 2014년에는 일본 규슈, 아스카.나라, 교토편이 출간되었다. 현재 한국편은 12권까지 출간되었고, 일본편은 5권까지 출간되었으며, 중국편은 3권까지 출간되었다.

## 저자
유홍준은 1949년에 대한민국 서울에서 태어났으며 서울대학교 문리과대학 미학과를 졸업하고 홍익대학교 대학원 미술사학 석사과정을 마쳤으며 성균관대학교 대학원 예술철학 박사과정을 수료하였다. 《공간》과 《계간 미술》 기자를 거쳐 1981년에 동아일보 신춘문예 미술평론부문에 당선되어 미술평론가로 활동하였다. 영남대학교 미술사학과 교수, 2004년부터 2008년까지 문화재청장을 역임하였고 현재 명지대학교 미술사학과 교수로 재직 중이다. 주요 저서는 평론집 80년대 미술의 현장과 작가들, 다시 현실과 전통의 지평에서, 미술사 저술 조선시대 화론 연구, 화인열전(1~2), 완당평전(1~3), 유홍준의 한국미술사 강의, 유홍준의 국보순례 등이 있다. 한국 간행물윤리위원회 저작상(1998), 제 18회 만해문학상(2003) 등을 수상했다.

## 국내권 내용

### 1권-남도답사 일번지

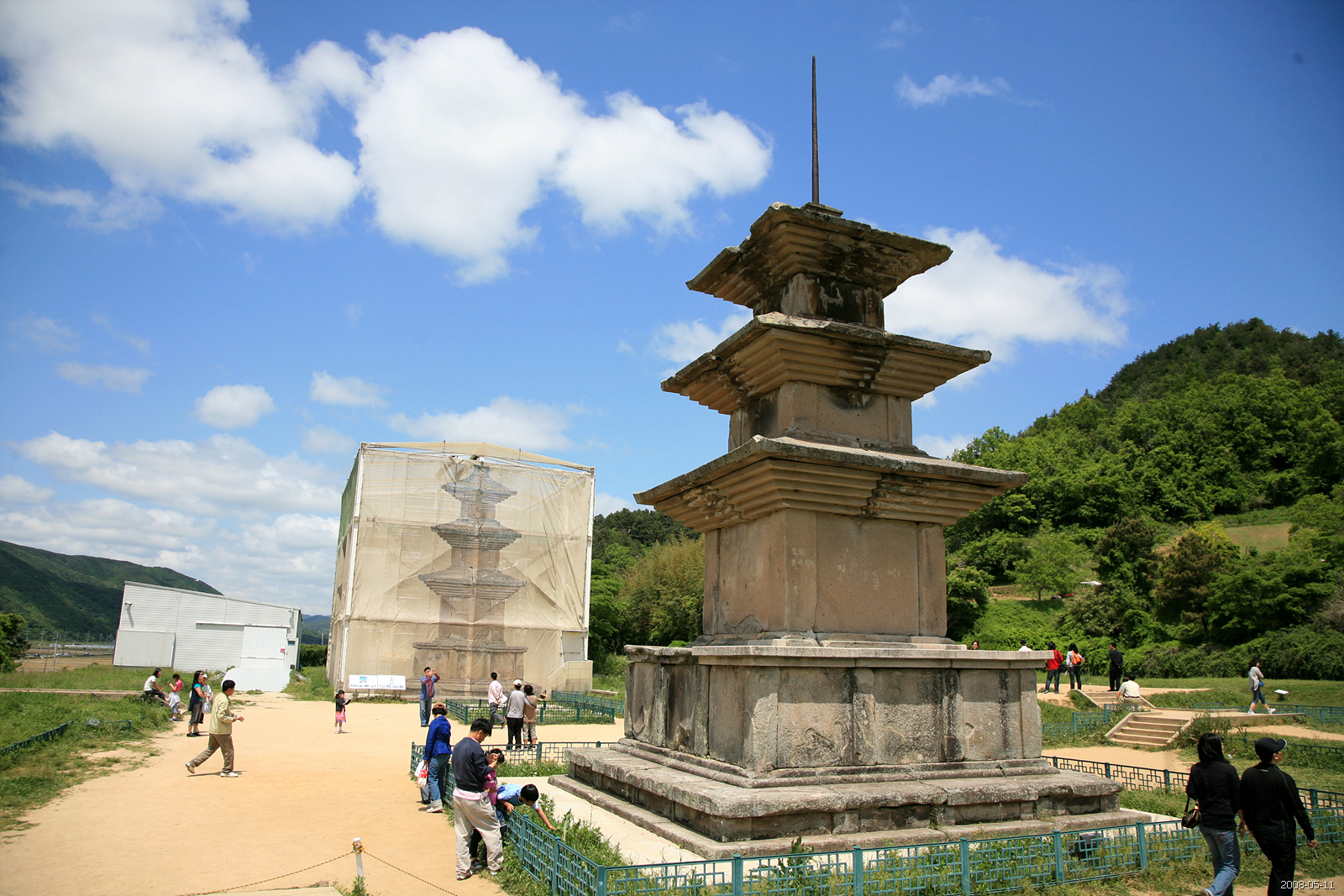
1권 표지 그림으로 사용된 감은사지 삼층석탑

1993년에 창작과 비평사에서 출판된 1권 ‘남도답사 일번지’는 월간 《사회평론》에 연재한 글을 보완하여 묶은 책으로 강진·해남 일대와 예산 수덕사, 경주 일대, 양양 낙산사, 관동지방의 폐사지, 문경 봉암사, 담양 소쇄원, 고창 선운사 등을 다루고 있다.
책이 출판되자 단번에 베스트셀러에 올라 대한민국의 인문 도서 최초로 판매부수 백만 부를 돌파하며 전국적인 답사 열풍을 몰고 왔다. 게다가 무위사 극락보전 부분의 일부가 중학교 3학년 1학기 국어 교과서에 ‘월출산과 남도의 봄’으로 수록되었고 연세대학교의 입시 문제에 인용되었으며 일본에서도 출판되었다. 책으로는 드물게 “우리나라는 전국토가 박물관이다”, “사랑하면 알게 되고 알면 보이나니 그때에 보이는 것은 전과 같지 않으리라”와 같은 시대적 유행어를 만들었다. 남도와 경주에 대한 전국민적인 관심을 불러왔다.
2011년에 개정판을 출판하면서 강진 만덕사의 혜장 일대기, 감은사지 삼층석탑에서 새로 발견된 사리장엄구, 에밀레종의 음통과 울림통에 대한 과학적 분석결과를 보완하고 화재로 인해 새로 복원한 낙산사는 거의 새로 집필하였다.
| \| 제목 \| 소재 \| 내용 \| \| ----------------------------- \| ----------------------- \| ------------------------------------- \| \| 남도답사 일번지 - 강진 · 해남 \| 월출산 \| \| \| 남도답사 일번지 - 강진 · 해남 \| 도갑사 \| 해탈문, 석조여래좌상, 도선수미비 \| \| 남도답사 일번지 - 강진 · 해남 \| 월남사지 \| 삼층석탑 \| \| 남도답사 일번지 - 강진 · 해남 \| 무위사 \| 극락보전 \| \| 남도답사 일번지 - 강진 · 해남 \| 영랑생가 \| 김영랑 \| \| 남도답사 일번지 - 강진 · 해남 \| 다산초당 \| 귤동마을, 정약용, 윤한봉 \| \| 남도답사 일번지 - 강진 · 해남 \| 만덕산 \| \| \| 남도답사 일번지 - 강진 · 해남 \| 백련사 \| \| \| 남도답사 일번지 - 강진 · 해남 \| 해남윤씨 녹우당 일원 \| 윤선도, 윤두서 \| \| 남도답사 일번지 - 강진 · 해남 \| 유선여관 \| \| \| 남도답사 일번지 - 강진 · 해남 \| 대흥사 \| 초의, 김정희, 이광사 \| \| 남도답사 일번지 - 강진 · 해남 \| 땅끝 \| 미황사, 김지하 \| \| 예산 수덕사와 가야산 주변 \| 내포평야 \| \| \| 예산 수덕사와 가야산 주변 \| 수덕사 \| 대웅전, 만공, 불유각, 일엽 \| \| 예산 수덕사와 가야산 주변 \| 수덕여관 \| 이응로 \| \| 예산 수덕사와 가야산 주변 \| 남연군 묘 \| 흥선대원군, 에른스트 오페르트 \| \| 예산 수덕사와 가야산 주변 \| 예덕 상무사 \| 부보상 \| \| 예산 수덕사와 가야산 주변 \| 해미읍성 \| 병인박해 \| \| 예산 수덕사와 가야산 주변 \| 개심사 \| 삼화목장, 극락보전, 심검당, 삽교천 \| \| 경주 \| 첨성대 \| \| \| 경주 \| 진평왕릉 \| 정양모 \| \| 경주 \| 황룡사 \| 선덕여왕, 구층목탑 \| \| 경주 \| 생의사 미륵삼존상 \| 국립경주박물관 \| \| 경주 \| 경주 남산 불곡 석불좌상 \| 남산 \| \| 경주 \| 여근곡 \| \| \| 경주 \| 감은사지 \| 감포가도, 대종천, 삼층석탑 \| \| 경주 \| 대왕암 \| 문무왕, 고유섭 \| \| 경주 \| 고선사지 삼층석탑 \| 석가탑 \| \| 경주 \| 성덕대왕 신종 \| 이애주 \| \| 양양 낙산사 \| 낙산사 \| 낙산일출, 의상, 원효, 원통보전 담장 \| \| 관동지방의 폐사지 \| 진전사지 \| 삼층석탑, 도의, 부도 \| \| 관동지방의 폐사지 \| 선림원지 \| 미천계곡 \| \| 문경 봉암사 \| 봉암사 \| 지증대사 적조탑비, 지증, 견훤 \| \| 담양군의 정자와 원림 \| 소쇄원 \| 양산보 \| \| 담양군의 정자와 원림 \| 식영정 \| 정철, 성산별곡 \| \| 담양군의 정자와 원림 \| 서하당 \| \| \| 담양군의 정자와 원림 \| 환벽당 \| \| \| 담양군의 정자와 원림 \| 취가정 \| 김덕령 \| \| 담양군의 정자와 원림 \| 명옥헌 \| 황지우 \| \| 고창 선운사 \| 선운사 \| 동백나무 숲, 풍천 장어, 선운리 당산제 \| \| 고창 선운사 \| 상갑리 고인돌 \| \| \| 고창 선운사 \| 도솔산 \| 낙조대 \| \| 고창 선운사 \| 도솔암 마애불 \| 동학 농민 운동 \| \| 고창 선운사 \| 백파율사비 \| 김정희, 긍선, 임창순, 박한영 \| |                         |                                       |
| 제목 | 소재                    | 내용                                  |
| 남도답사 일번지 - 강진 · 해남 | 월출산                  |                                       |
| 남도답사 일번지 - 강진 · 해남 | 도갑사                  | 해탈문, 석조여래좌상, 도선수미비      |
| 남도답사 일번지 - 강진 · 해남 | 월남사지                | 삼층석탑                              |
| 남도답사 일번지 - 강진 · 해남 | 무위사                  | 극락보전                              |
| 남도답사 일번지 - 강진 · 해남 | 영랑생가                | 김영랑                                |
| 남도답사 일번지 - 강진 · 해남 | 다산초당                | 귤동마을, 정약용, 윤한봉              |
| 남도답사 일번지 - 강진 · 해남 | 만덕산                  |                                       |
| 남도답사 일번지 - 강진 · 해남 | 백련사                  |                                       |
| 남도답사 일번지 - 강진 · 해남 | 해남윤씨 녹우당 일원    | 윤선도, 윤두서                        |
| 남도답사 일번지 - 강진 · 해남 | 유선여관                |                                       |
| 남도답사 일번지 - 강진 · 해남 | 대흥사                  | 초의, 김정희, 이광사                  |
| 남도답사 일번지 - 강진 · 해남 | 땅끝                    | 미황사, 김지하                        |
| 예산 수덕사와 가야산 주변 | 내포평야                |                                       |
| 예산 수덕사와 가야산 주변 | 수덕사                  | 대웅전, 만공, 불유각, 일엽            |
| 예산 수덕사와 가야산 주변 | 수덕여관                | 이응로                                |
| 예산 수덕사와 가야산 주변 | 남연군 묘               | 흥선대원군, 에른스트 오페르트         |
| 예산 수덕사와 가야산 주변 | 예덕 상무사             | 부보상                                |
| 예산 수덕사와 가야산 주변 | 해미읍성                | 병인박해                              |
| 예산 수덕사와 가야산 주변 | 개심사                  | 삼화목장, 극락보전, 심검당, 삽교천    |
| 경주 | 첨성대                  |                                       |
| 경주 | 진평왕릉                | 정양모                                |
| 경주 | 황룡사                  | 선덕여왕, 구층목탑                    |
| 경주 | 생의사 미륵삼존상       | 국립경주박물관                        |
| 경주 | 경주 남산 불곡 석불좌상 | 남산                                  |
| 경주 | 여근곡                  |                                       |
| 경주 | 감은사지                | 감포가도, 대종천, 삼층석탑            |
| 경주 | 대왕암                  | 문무왕, 고유섭                        |
| 경주 | 고선사지 삼층석탑       | 석가탑                                |
| 경주 | 성덕대왕 신종           | 이애주                                |
| 양양 낙산사 | 낙산사                  | 낙산일출, 의상, 원효, 원통보전 담장   |
| 관동지방의 폐사지 | 진전사지                | 삼층석탑, 도의, 부도                  |
| 관동지방의 폐사지 | 선림원지                | 미천계곡                              |
| 문경 봉암사 | 봉암사                  | 지증대사 적조탑비, 지증, 견훤         |
| 담양군의 정자와 원림 | 소쇄원                  | 양산보                                |
| 담양군의 정자와 원림 | 식영정                  | 정철, 성산별곡                        |
| 담양군의 정자와 원림 | 서하당                  |                                       |
| 담양군의 정자와 원림 | 환벽당                  |                                       |
| 담양군의 정자와 원림 | 취가정                  | 김덕령                                |
| 담양군의 정자와 원림 | 명옥헌                  | 황지우                                |
| 고창 선운사 | 선운사                  | 동백나무 숲, 풍천 장어, 선운리 당산제 |
| 고창 선운사 | 상갑리 고인돌           |                                       |
| 고창 선운사 | 도솔산                  | 낙조대                                |
| 고창 선운사 | 도솔암 마애불           | 동학 농민 운동                        |
| 고창 선운사 | 백파율사비              | 김정희, 긍선, 임창순, 박한영          |

### 2권-산은 강을 넘지 못하고
1994년에 창작과 비평사에서 출판된 2권 ‘산은 강을 넘지 못하고’는 지리산 동남쪽의 함양·산청, 영주 부석사, 평창·정선 일대, 토함산 석굴암, 철원, 운문사와 부안 변산 일대, 고부 녹두장군 생가를 다루고 있다.  아우라지로 대표되는 강원도 천혜의 자연과 문화유산, 새롭게 조명되는 석불사의 신비, 옛 산사의 아름다움을 간직한 부석사와 운문사를 소개한다. 2011년에 개정판이 출간되면서 표지 그림이 아우라지에서 정선읍내로 흘러드는 조양강 물줄기에서 석굴암의 유희좌(遊戱座) 보살상으로 교체되었다.
1995년에 박승일(朴昇日) 대령의 유족이 서울중앙지방법원에 창작과 비평사를 상대로 ‘산은 강을 넘지 못하고’에 대한 출판 금지 가처분 신청을 하였다. 유족은 철원군의 승일교는 박승일 대령을 추모하기 위해서 ‘昇日橋’라고 명명되었는데 책에서는 이승만(李承晩)과 김일성(金日成)의 이름에서 유래한 ‘承日橋’가 맞는 명칭이라고 기술하고 있어 박승일 대령의 명예를 훼손했다고 주장하였다. 재판부는 출판사가 1 ~ 8판까지의 책을 수거하고 9판부터 해당 부분을 수정하여 출판하고 있는 사실을 인정하여 원고의 청구를 기각하였다.
| \| 제목 \| 소재 \| 내용 \| \| ---------------------------------------- \| --------------- \| ------------------------------------------------------------------- \| \| 지리산 동남쪽 - 함양 · 산청 \| 농월정 \| 탁족 \| \| 지리산 동남쪽 - 함양 · 산청 \| 허삼둘 가옥 \| 안의마을 \| \| 지리산 동남쪽 - 함양 · 산청 \| 박지원 사적비 \| 박지원 \| \| 지리산 동남쪽 - 함양 · 산청 \| 정여창 고택 \| \| \| 지리산 동남쪽 - 함양 · 산청 \| 함양 상림 \| \| \| 지리산 동남쪽 - 함양 · 산청 \| 학사루 \| 유자광, 김종직 \| \| 지리산 동남쪽 - 함양 · 산청 \| 단성향교 \| 진주 민란, 박규수 \| \| 지리산 동남쪽 - 함양 · 산청 \| 단속사지 \| 삼층석탑 \| \| 지리산 동남쪽 - 함양 · 산청 \| 산천재 \| 조식, 조식 묘 \| \| 지리산 동남쪽 - 함양 · 산청 \| 덕천서원 \| \| \| 지리산 동남쪽 - 함양 · 산청 \| 대원사 \| 구층석탑 \| \| 지리산 동남쪽 - 함양 · 산청 \| 지리산 \| 법계사 삼층석탑, 천왕봉 \| \| 영풍 부석사 \| 부석사 \| 사과밭 진입로, 석등, 무량수전, 안양루, 부석, 선묘각, 조사당, 최순우 \| \| 아우라지강의 회상 - 평창 · 정선 \| 이효석 생가 \| 이효석 \| \| 아우라지강의 회상 - 평창 · 정선 \| 봉산서재 \| 이율곡, 판관대 \| \| 아우라지강의 회상 - 평창 · 정선 \| 팔석정 \| \| \| 아우라지강의 회상 - 평창 · 정선 \| 아우라지강 \| 정선아리랑 \| \| 아우라지강의 회상 - 평창 · 정선 \| 사북 \| 사북사건, 황재형 \| \| 아우라지강의 회상 - 평창 · 정선 \| 정암사 \| 수마노탑, 자장 \| \| 토함산 석불사 \| 석굴암 \| 김대성, 일제의 해체수리, 야나기 무네요시, 고유섭, 1963년 보수공사 \| \| 민통선 부근 - 철원 \| 한탄강 \| 한타바이러스 \| \| 민통선 부근 - 철원 \| 고석정 \| 삼부연폭포 \| \| 민통선 부근 - 철원 \| 승일교 \| 박승일 \| \| 민통선 부근 - 철원 \| 도피안사 \| 철조비로자나불좌상, 삼층석탑 \| \| 민통선 부근 - 철원 \| 궁예궁터 \| \| \| 운문사와 그 주변 \| 운문사 \| 일연, 가슬갑사, 이목소, 운문적, 승가대학, 목우정 \| \| 운문사와 그 주변 \| 선암서원 \| \| \| 운문사와 그 주변 \| 운문댐 \| 대천리 수몰지구 \| \| 미완의 여로 (부안 변산, 농민전쟁의 현장) \| 장승 \| \| \| 미완의 여로 (부안 변산, 농민전쟁의 현장) \| 구암리 고인돌 \| \| \| 미완의 여로 (부안 변산, 농민전쟁의 현장) \| 수성당 \| 호랑가시나무 군락, 후박나무 군락, 꽝꽝나무 군락 \| \| 미완의 여로 (부안 변산, 농민전쟁의 현장) \| 내소사 \| 전나무 숲길, 대웅보전, 해안범부지비 \| \| 미완의 여로 (부안 변산, 농민전쟁의 현장) \| 반계선생 유적지 \| 유형원, 우동리 당산나무 \| \| 미완의 여로 (부안 변산, 농민전쟁의 현장) \| 유천리 도요지 \| \| \| 미완의 여로 (부안 변산, 농민전쟁의 현장) \| 개암사 \| 대웅보전 \| \| 미완의 여로 (부안 변산, 농민전쟁의 현장) \| 고부향교 \| \| \| 미완의 여로 (부안 변산, 농민전쟁의 현장) \| 백산 \| \| \| 미완의 여로 (부안 변산, 농민전쟁의 현장) \| 만석보 \| \| \| 미완의 여로 (부안 변산, 농민전쟁의 현장) \| 말목장터 \| 말목장터 감나무 \| \| 미완의 여로 (부안 변산, 농민전쟁의 현장) \| 녹두장군집 \| \| \| 미완의 여로 (부안 변산, 농민전쟁의 현장) \| 황토재 \| 황토현 전투, 황토현 기념비, 황토현 전적기념관 \| |                 |                                                                     |
| 제목 | 소재            | 내용                                                                |
| 지리산 동남쪽 - 함양 · 산청 | 농월정          | 탁족                                                                |
| 지리산 동남쪽 - 함양 · 산청 | 허삼둘 가옥     | 안의마을                                                            |
| 지리산 동남쪽 - 함양 · 산청 | 박지원 사적비   | 박지원                                                              |
| 지리산 동남쪽 - 함양 · 산청 | 정여창 고택     |                                                                     |
| 지리산 동남쪽 - 함양 · 산청 | 함양 상림       |                                                                     |
| 지리산 동남쪽 - 함양 · 산청 | 학사루          | 유자광, 김종직                                                      |
| 지리산 동남쪽 - 함양 · 산청 | 단성향교        | 진주 민란, 박규수                                                   |
| 지리산 동남쪽 - 함양 · 산청 | 단속사지        | 삼층석탑                                                            |
| 지리산 동남쪽 - 함양 · 산청 | 산천재          | 조식, 조식 묘                                                       |
| 지리산 동남쪽 - 함양 · 산청 | 덕천서원        |                                                                     |
| 지리산 동남쪽 - 함양 · 산청 | 대원사          | 구층석탑                                                            |
| 지리산 동남쪽 - 함양 · 산청 | 지리산          | 법계사 삼층석탑, 천왕봉                                             |
| 영풍 부석사 | 부석사          | 사과밭 진입로, 석등, 무량수전, 안양루, 부석, 선묘각, 조사당, 최순우 |
| 아우라지강의 회상 - 평창 · 정선 | 이효석 생가     | 이효석                                                              |
| 아우라지강의 회상 - 평창 · 정선 | 봉산서재        | 이율곡, 판관대                                                      |
| 아우라지강의 회상 - 평창 · 정선 | 팔석정          |                                                                     |
| 아우라지강의 회상 - 평창 · 정선 | 아우라지강      | 정선아리랑                                                          |
| 아우라지강의 회상 - 평창 · 정선 | 사북            | 사북사건, 황재형                                                    |
| 아우라지강의 회상 - 평창 · 정선 | 정암사          | 수마노탑, 자장                                                      |
| 토함산 석불사 | 석굴암          | 김대성, 일제의 해체수리, 야나기 무네요시, 고유섭, 1963년 보수공사   |
| 민통선 부근 - 철원 | 한탄강          | 한타바이러스                                                        |
| 민통선 부근 - 철원 | 고석정          | 삼부연폭포                                                          |
| 민통선 부근 - 철원 | 승일교          | 박승일                                                              |
| 민통선 부근 - 철원 | 도피안사        | 철조비로자나불좌상, 삼층석탑                                        |
| 민통선 부근 - 철원 | 궁예궁터        |                                                                     |
| 운문사와 그 주변 | 운문사          | 일연, 가슬갑사, 이목소, 운문적, 승가대학, 목우정                    |
| 운문사와 그 주변 | 선암서원        |                                                                     |
| 운문사와 그 주변 | 운문댐          | 대천리 수몰지구                                                     |
| 미완의 여로 (부안 변산, 농민전쟁의 현장) | 장승            |                                                                     |
| 미완의 여로 (부안 변산, 농민전쟁의 현장) | 구암리 고인돌   |                                                                     |
| 미완의 여로 (부안 변산, 농민전쟁의 현장) | 수성당          | 호랑가시나무 군락, 후박나무 군락, 꽝꽝나무 군락                     |
| 미완의 여로 (부안 변산, 농민전쟁의 현장) | 내소사          | 전나무 숲길, 대웅보전, 해안범부지비                                 |
| 미완의 여로 (부안 변산, 농민전쟁의 현장) | 반계선생 유적지 | 유형원, 우동리 당산나무                                             |
| 미완의 여로 (부안 변산, 농민전쟁의 현장) | 유천리 도요지   |                                                                     |
| 미완의 여로 (부안 변산, 농민전쟁의 현장) | 개암사          | 대웅보전                                                            |
| 미완의 여로 (부안 변산, 농민전쟁의 현장) | 고부향교        |                                                                     |
| 미완의 여로 (부안 변산, 농민전쟁의 현장) | 백산            |                                                                     |
| 미완의 여로 (부안 변산, 농민전쟁의 현장) | 만석보          |                                                                     |
| 미완의 여로 (부안 변산, 농민전쟁의 현장) | 말목장터        | 말목장터 감나무                                                     |
| 미완의 여로 (부안 변산, 농민전쟁의 현장) | 녹두장군집      |                                                                     |
| 미완의 여로 (부안 변산, 농민전쟁의 현장) | 황토재          | 황토현 전투, 황토현 기념비, 황토현 전적기념관                       |

### 3권-말하지 않는 것과의 대화
1997년에 창작과 비평사에서 출판된 3권 ‘말하지 않는 것과의 대화’는 서산 마애삼존불, 구례 연곡사, 안동 일대, 익산 미륵사지, 경주 불국사, 서울·공주·부여 일대의 백제 문화재 등을 다루고 있다. 부여.공주.익산.서울에 남아 있는 백제의 미학, 불국사가 보여주는 통일신라의 조화적 이상미, 안동문화권에 서려 있는 조선시대 양반문화. 그리고 구례 연곡사로 대표되는 산사의 아름다움을 소개한다. 2011년에 개정판이 출간되면서 표지 그림이 서산 마애삼존불에서 구례 연곡사 동 승탑으로 교체되었다.
| \| 제목 \| 소재 \| 내용 \| \| -------------- \| ---------------------- \| ------------------------------------------------------ \| \| 서산 마애불 \| 서산 마애삼존불 \| 관리인 할아버지 \| \| 서산 마애불 \| 보원사지 \| 오층석탑, 법인국사 보승탑, 법인국사 보승탑비, 철불좌상 \| \| 구례 연곡사 \| 섬진강 \| \| \| 구례 연곡사 \| 피아골 계단식 논 \| \| \| 구례 연곡사 \| 연곡사 \| 동승탑, 북승탑 \| \| 북부 경북 순례 \| 의성 탑리리 오층석탑 \| \| \| 북부 경북 순례 \| 빙산사지 \| 빙혈, 풍혈, 오층석탑 \| \| 북부 경북 순례 \| 소호헌 \| \| \| 북부 경북 순례 \| 안동 조탑동 오층전탑 \| 권정생 \| \| 북부 경북 순례 \| 안동 동부동 오층전탑 \| \| \| 북부 경북 순례 \| 법흥사지 칠층전탑 \| \| \| 북부 경북 순례 \| 임청각 \| 군자정 \| \| 북부 경북 순례 \| 민속경관지 \| \| \| 북부 경북 순례 \| 제비원 석불 \| \| \| 북부 경북 순례 \| 봉정사 \| 극락전, 영산암 \| \| 북부 경북 순례 \| 삼태사의 묘 \| \| \| 북부 경북 순례 \| 학봉 종택 \| 김성일, 병호시비 \| \| 북부 경북 순례 \| 하회마을 \| \| \| 북부 경북 순례 \| 병산서원 \| 만대루 \| \| 북부 경북 순례 \| 오천 군자리 문화재단지 \| 후조당, 탁청정, 불천위 제사 \| \| 북부 경북 순례 \| 도산서원 \| 이황 \| \| 북부 경북 순례 \| 태사묘 \| 안묘당 \| \| 북부 경북 순례 \| 의성 김씨 종택 \| \| \| 북부 경북 순례 \| 봉감 모전오층석탑 \| \| \| 북부 경북 순례 \| 서석지 \| \| \| 북부 경북 순례 \| 주실마을 \| 조지훈 \| \| 익산 미륵사터 \| 가람 생가 \| 이병기 \| \| 익산 미륵사터 \| 미륵사터 \| 금마, 무왕, 신동엽 \| \| 경주 불국사 \| 불국사 \| 경덕왕, 표훈, 다보탑, 석가탑, 광학부도, 사리장치 \| \| 회상의 백제행 \| 석촌동 백제초기 적석총 \| \| \| 회상의 백제행 \| 몽촌토성 \| 하남위례성, 충헌공 김구의 묘 \| \| 회상의 백제행 \| 곰나루 \| 곰나루 웅신단 \| \| 회상의 백제행 \| 무령왕릉 \| 김원용 \| \| 회상의 백제행 \| 공산성 \| \| \| 회상의 백제행 \| 정지산 \| \| \| 회상의 백제행 \| 부여 능산리 고분군 \| \| \| 회상의 백제행 \| 부소산성 \| 영월대 \| \| 회상의 백제행 \| 정림사지 \| 오층석탑 \| \| 회상의 백제행 \| 국립부여박물관 \| 납석여래좌상, 규암리 출토 금동보살입상, 나한상 \| \| 회상의 백제행 \| 신동엽 시비 \| \| |                        |                                                        |
| 제목 | 소재                   | 내용                                                   |
| 서산 마애불 | 서산 마애삼존불        | 관리인 할아버지                                        |
| 서산 마애불 | 보원사지               | 오층석탑, 법인국사 보승탑, 법인국사 보승탑비, 철불좌상 |
| 구례 연곡사 | 섬진강                 |                                                        |
| 구례 연곡사 | 피아골 계단식 논       |                                                        |
| 구례 연곡사 | 연곡사                 | 동승탑, 북승탑                                         |
| 북부 경북 순례 | 의성 탑리리 오층석탑   |                                                        |
| 북부 경북 순례 | 빙산사지               | 빙혈, 풍혈, 오층석탑                                   |
| 북부 경북 순례 | 소호헌                 |                                                        |
| 북부 경북 순례 | 안동 조탑동 오층전탑   | 권정생                                                 |
| 북부 경북 순례 | 안동 동부동 오층전탑   |                                                        |
| 북부 경북 순례 | 법흥사지 칠층전탑      |                                                        |
| 북부 경북 순례 | 임청각                 | 군자정                                                 |
| 북부 경북 순례 | 민속경관지             |                                                        |
| 북부 경북 순례 | 제비원 석불            |                                                        |
| 북부 경북 순례 | 봉정사                 | 극락전, 영산암                                         |
| 북부 경북 순례 | 삼태사의 묘            |                                                        |
| 북부 경북 순례 | 학봉 종택              | 김성일, 병호시비                                       |
| 북부 경북 순례 | 하회마을               |                                                        |
| 북부 경북 순례 | 병산서원               | 만대루                                                 |
| 북부 경북 순례 | 오천 군자리 문화재단지 | 후조당, 탁청정, 불천위 제사                            |
| 북부 경북 순례 | 도산서원               | 이황                                                   |
| 북부 경북 순례 | 태사묘                 | 안묘당                                                 |
| 북부 경북 순례 | 의성 김씨 종택         |                                                        |
| 북부 경북 순례 | 봉감 모전오층석탑      |                                                        |
| 북부 경북 순례 | 서석지                 |                                                        |
| 북부 경북 순례 | 주실마을               | 조지훈                                                 |
| 익산 미륵사터 | 가람 생가              | 이병기                                                 |
| 익산 미륵사터 | 미륵사터               | 금마, 무왕, 신동엽                                     |
| 경주 불국사 | 불국사                 | 경덕왕, 표훈, 다보탑, 석가탑, 광학부도, 사리장치       |
| 회상의 백제행 | 석촌동 백제초기 적석총 |                                                        |
| 회상의 백제행 | 몽촌토성               | 하남위례성, 충헌공 김구의 묘                           |
| 회상의 백제행 | 곰나루                 | 곰나루 웅신단                                          |
| 회상의 백제행 | 무령왕릉               | 김원용                                                 |
| 회상의 백제행 | 공산성                 |                                                        |
| 회상의 백제행 | 정지산                 |                                                        |
| 회상의 백제행 | 부여 능산리 고분군     |                                                        |
| 회상의 백제행 | 부소산성               | 영월대                                                 |
| 회상의 백제행 | 정림사지               | 오층석탑                                               |
| 회상의 백제행 | 국립부여박물관         | 납석여래좌상, 규암리 출토 금동보살입상, 나한상         |
| 회상의 백제행 | 신동엽 시비            |                                                        |

### 4권-평양의 날은 개었습니다(나의북한유산답사기 상)
1998년에 중앙M&B에서 출판된 4권 ‘평양의 날은 개었습니다’는 1997년 9월에 중앙일보 취재팀과 함께 15일간 북한에 체류하였던 답사기로 중앙일보에 연재된 28회분을 수정하여 단행본으로 출간하였다. 문화유산이라는 민족 공동의 자산을 매개로 씌어진 최초의 공식적인 답사기, 북한의 문화유산뿐만 아니라 북한 동포들과 인간적 교감이 생생한, 통일된 민족문화의 상징이 되는 책이다. 책의 표제가 1998년의 초판에서는 창작과 비평사에서 나온 전작들과의 동질성과 차별성을 충족시키기 위해서 《나의 북한문화유산답사기》로 하였지만 2011년에 개정판을 출간하며 기존의 저작들을 《나의 문화유산답사기》의 전집 형태로 구성하면서 책의 표제가 《나의 문화유산답사기》 4권으로 변경되었고 중앙M&B가 아닌 창비에서 출판하였다. 표지 그림도 임옥상의 〈가고픈 대동강〉에서 평양 대동문으로 교체되었다.
| \| 제목 \| 소재 \| 내용 \| \| ---------------------- \| ------------------ \| -------------------------------------------------------------- \| \| 대동강 \| 대동강 \| 정지상 \| \| 대동강 \| 대동문 \| \| \| 대동강 \| 연광정 \| \| \| 대동강 \| 부벽루 \| 조광진, 김황원 \| \| 대동강 \| 모란봉 \| 칠성문, 김동인의 〈배따라기〉, 을밀대, 평양감사 향연도, 김관호 \| \| 보통강 보통문 \| 보통문 \| 평양, 채제공의 중건기 \| \| 평양 대성산성 \| 대성산성 \| 안학궁 \| \| 진파리 회상 \| 정릉사 \| \| \| 진파리 회상 \| 동명왕릉 \| 동명성왕 \| \| 진파리 회상 \| 진파리 고분군 \| 제1호분(고흘), 제4호분(온달·평강공주), 제7호분(금동투조금구) \| \| 상원 검은모루동굴 \| 검은모루동굴 \| 한국의 구석기 시대, 호모 에렉투스, 뗀석기 \| \| 고인돌 기행 \| 용곡리 고인돌 \| \| \| 고인돌 기행 \| 귀일리 고인돌 \| \| \| 고인돌 기행 \| 문흥리 고인돌 \| \| \| 단군릉 소견 \| 단군릉 \| 단군릉 수축기성회비 \| \| 주영헌 선생과의 대화 \| \| 굴포리 서포항 유적지 \| \| 묘향산 기행 \| 청천강 \| \| \| 묘향산 기행 \| 보현사 \| 보현사비, 팔각십삼층석탑 \| \| 묘향산 기행 \| 안심사 \| 부도밭, 서산대사비, 임제의 〈안심사〉 \| \| 묘향산 기행 \| 만폭동 \| \| \| 묘향산 기행 \| 인호대 \| \| \| 묘향산 기행 \| 상원암 \| \| \| 묘향산 기행 \| 불영대 \| \| \| 묘향산 기행 \| 금강굴 \| 휴정 \| \| 조선중앙역사박물관 \| 조선중앙역사박물관 \| 안악 3호분 \| \| 강서의 고구려 벽화무덤 \| 덕흥리 고분 \| \| \| 강서의 고구려 벽화무덤 \| 강서대묘 \| 사신도 \| \| 평양 용악산 \| 용곡서원 \| 선우협 \| \| 평양 용악산 \| 법운암 \| 김구의 《백범일지》 \| |                    |                                                                |
| 제목 | 소재               | 내용                                                           |
| 대동강 | 대동강             | 정지상                                                         |
| 대동강 | 대동문             |                                                                |
| 대동강 | 연광정             |                                                                |
| 대동강 | 부벽루             | 조광진, 김황원                                                 |
| 대동강 | 모란봉             | 칠성문, 김동인의 〈배따라기〉, 을밀대, 평양감사 향연도, 김관호 |
| 보통강 보통문 | 보통문             | 평양, 채제공의 중건기                                          |
| 평양 대성산성 | 대성산성           | 안학궁                                                         |
| 진파리 회상 | 정릉사             |                                                                |
| 진파리 회상 | 동명왕릉           | 동명성왕                                                       |
| 진파리 회상 | 진파리 고분군      | 제1호분(고흘), 제4호분(온달·평강공주), 제7호분(금동투조금구)   |
| 상원 검은모루동굴 | 검은모루동굴       | 한국의 구석기 시대, 호모 에렉투스, 뗀석기                      |
| 고인돌 기행 | 용곡리 고인돌      |                                                                |
| 고인돌 기행 | 귀일리 고인돌      |                                                                |
| 고인돌 기행 | 문흥리 고인돌      |                                                                |
| 단군릉 소견 | 단군릉             | 단군릉 수축기성회비                                            |
| 주영헌 선생과의 대화 |                    | 굴포리 서포항 유적지                                           |
| 묘향산 기행 | 청천강             |                                                                |
| 묘향산 기행 | 보현사             | 보현사비, 팔각십삼층석탑                                       |
| 묘향산 기행 | 안심사             | 부도밭, 서산대사비, 임제의 〈안심사〉                          |
| 묘향산 기행 | 만폭동             |                                                                |
| 묘향산 기행 | 인호대             |                                                                |
| 묘향산 기행 | 상원암             |                                                                |
| 묘향산 기행 | 불영대             |                                                                |
| 묘향산 기행 | 금강굴             | 휴정                                                           |
| 조선중앙역사박물관 | 조선중앙역사박물관 | 안악 3호분                                                     |
| 강서의 고구려 벽화무덤 | 덕흥리 고분        |                                                                |
| 강서의 고구려 벽화무덤 | 강서대묘           | 사신도                                                         |
| 평양 용악산 | 용곡서원           | 선우협                                                         |
| 평양 용악산 | 법운암             | 김구의 《백범일지》                                            |

### 5권-금강예찬(나의 북한문화유산답사기 하)
2001년에 중앙M&B에서 출판된 5권 ‘금강예찬’은 금강산 한 곳만을 다루고 있다. 장려한 금강산 탐승길에 밝은 길눈이 되고, 금강산을 통해 국토에 대한 자랑과 사랑을 드높이는 계기가 되는 책. 금강산의 역사와 문화와 예술을 밝혀 금강산의 아름다움을 더욱 빝나게 해준다. 본래 1998년에 출간된 《나의 북한문화유산답사기》 상권에 이어 1998년 7월에 있었던 두 번째 북한 답사기로 엮어낼 계획으로 중앙일보에 총 28회에 걸쳐서 1998년 8월부터 1999년 2월까지 연재하였던 글을 수정하던 중에 1999년 11월에 현대아산에서 금강산 관광이 시작되자 1년간 현대아산의 금강호를 타고 네 차례 다시 답사한 후에 책을 출판하였다. 2011년에 창비에서 개정판을 출판하면서 책의 부제를 ‘다시 금강을 예찬하다’로 변경하였고 표지 그림도 겸재 정선의 〈금강전도〉에서 금강산의 구룡폭포로 교체되었다.

### 6권-인생도처유상수
2011년에 창비에서 출판된 6권 ‘인생도처유상수’(人生到處有上手)는 경복궁, 거창·합천, 순천 선암사, 달성 도동서원, 부여·논산·보령 등을 다루고 있다. 책의 부제는 시 구절 ‘인생도처유청산’(人生到處有靑山)에서 따온 것으로 명작이 탄생하는 과정에는 미처 생각하지 못했던 무수한 상수(上手)들이 있다는 깨달음을 표현한 것이다. 표지 그림으로 합천 영암사지 쌍사자 석등이 사용되었다.

### 7권-돌하르방 어디 감수광(제주편)
2012년에 창비에서 출판된 7권 ‘돌하르방 어디 감수광’은 제주도를 다루고 있다. 표지 그림으로 제주 관덕정 돌하르방과 용눈이오름이 사용되었다.

## 일본권 내용
2013년과 2014년 때 창비에서 출간되었다. 일본 규슈, 아스카.나라, 교토편이 출간되었다.

### 1권 - 규슈
- 나의 문화유산답사기 일본편

1 규슈 목차
일본답사기를 시작하면서: 일방적 시각에서 쌍방적 시각으로
규슈 답사: 자연 관광과 문화 관광의 어울림
제1부 북부 규슈
요시노가리: 빛은 한반도로부터
히젠 나고야성과 현해탄: 현해탄 바닷물은 아픈 역사를 감추고
가라쓰: 일본의 관문에 남아 있는 우리 문화의 흔적들
아리타: 도자의 신, 조선 도공 이삼평
아리타·이마리: 비요(秘窯)의 마을엔 무연고 도공탑이
다케오·다자이후: 그때 그런 일이 다 있었단 말인가
제2부 남부 규슈
가고시마: 사쿠라지마의 화산재는 지금도 날리는데
미산마을의 사쓰마야키: 고향난망(故鄕難忘)
미야자키 남향촌: 거기에 그곳이 있어 나는 간다

### 3권 - 교토의 역사 오늘의 교토는 이렇게 만들어졌다
2014년 때 창비에서 출판된 3권 '교토의 역사 교토의 역사는 이렇게 만들어졌다'은 일본 교토를 다루고 있다. 표지 그림으로 우지에 위치한 평등원의 봉황당과 아자못에 비친 그림자를 담은 사진이 사용되었다.  앞표지 우측 상단에는 현재 봉상관에서 소장되어 있는 운중공양보살상 두 분을, 뒷표지 좌측 하단에는 봉황단의 상징인 봉황 조각을 실었다.

### 4권 - 교토의 명소 그들에겐 내력이 있고 우리에겐 사연이 있다
2014년 때 창비에서 출판된 4권 교토의 명소 그들에겐 내력이 있고 우리에겐 사연이 있다'는 일본 교토를 다루고 있다.

## 만화 나의 문화유산 답사기
출판사 녹색 지팡이에서 유홍준 원작 만화 나의문화유산답사기 10권을 제작했다.
본권 7권과 확장판 3권(확장판 문화유산답사기)으로 이루어져있다.
- 1권-강원도
- 2권- 경상도(상)
- 3권-경상도(하)
- 4권- 경주
- 5권-전라도(상)
- 6권-전라도(하)
- 7권-충청도
- 확장판 8권-서울
- 확장판 9권-경기도
- 확장판 10권-제주도